# Otakar Binar
Otakar Binar (* 17. Juni 1931 in Jaroměř; † 20. Mai 2024 in Liberec) war ein tschechischer Architekt.

## Leben
Nach dem Zweiten Weltkrieg absolvierte Binar eine einjährige Maurerlehre, besuchte dann die Baugewerkschule in Liberec und arbeitete nach dem Abschluss in der tschechoslowakischen Straßenverwaltung in Turnov. Von 1952 bis 1958 studierte er Architektur an der Akademie für Kunst, Architektur und Design Prag im Atelier von Josef Grus. Nach seinem Abschluss arbeitete er zehn Jahre lang am Regionalen Projektinstitut für Städte- und Dorfbau in Liberec. 1968 gründete er zusammen mit Miroslav Masák und Karel Hubáček das Architekturbüro SIAL in Liberec, das 1972 geschlossen wurde. Von 1972 bis 1990 arbeitete er bei Stavoprojekt Liberec. 1991 wurde SIAL von Otakar Binar und unter neuer Leitung wiederbelebt. Von 1998 bis zum Ruhestand 2000 war er selbständig tätig.
Er starb am 20. Mai 2024 in Liberec im Alter von 92 Jahren.

## SIAL/Stavoprojekt
- Kino Máj in Doksy (1959–1963)
- Tschechoslowakischer Pavillon Expo 67, Montreal
- Innenräume des Hotels und des Senders im Fernsehturm Ještěd (1966–1973)
- Einkaufszentrum Obchodní dům Máj in Prag (1972–1975)
- Einkaufszentrum Ještěd in Liberec (1970–1979)
- Gebäude des Bezirkskomitees KSČ, heute die Kunstgrundschule Česká Lípa, das sogenannte Weiße Haus (1976–1981)
- Kolonnade in Teplice (1986)
- Sessel von Otakar Binar (1970–1979)[2]

## SIAL ab 1991
- Palác Syner in Liberec (1998)
- Wissenschaftliche Bibliothek in Liberec in Liberec (1997–2000)
- Centrum Stromovka in Prag-Holešovice (2017–2019)
- Gebäude des tschechischen Botschafters in Budapest (2000)
- Tschechischer Pavillon auf der Expo 2010 in Shanghai (2010)
- Universitätsbibliothek und Multifunktionszentrum der Jagiellonen-Universität in Ústí nad Labem (2012)
- Revitalisierung der Regionalgalerie Liberec (2013)
- Villa Vlastibořice in Vlastibořice (2020)